# Lasius hikosanus
Lasius hikosanus är en myrart som beskrevs av Takeo Yamauchi 1979. Lasius hikosanus ingår i släktet Lasius och familjen myror. Inga underarter finns listade i Catalogue of Life.